# Tommy Smith (fotbollsspelare född 1990)
Thomas "Tommy" Smith, född den 31 mars 1990 i Macclesfield i England, är en nyzeeländsk fotbollsspelare som spelar för Auckland FC och Nya Zeelands landslag.

## Klubbkarriär
Smith kom som ung till den engelska klubben Ipswich Town FC för spel i deras ungdomslag. Han skrev ett proffskontrakt med Ipswich Town i augusti 2007. Under våren 2008 blev han utlånad till Stevenage Borough FC där han fick mycket speltid. När han kom tillbaka till Ipswich till början av säsongen 2008/2009 fick han speltid även i Ipswich, men en bit in på säsongen skadade han vristen och blev borta resten av säsongen. När han kom tillbaka säsongen därpå ådrog han sig återigen en skada denna gång på handen. Under våren 2010 blev han utlånad till Brentford FC.
I juni 2024 värvades Smith av Auckland FC.

## Landslagskarriär
Smith är född i England, men tillbringade större delen av sin uppväxt i Nya Zeeland vilket innebär att han har dubbelt medborgarskap. Han representerade England i U17- och U18-landslagen, men när han blev erbjuden att spela för Nya Zeelands landslag så valde han att göra det. Han gjorde sin landslagsdebut i en vänskapsmatch mot Mexico i Los Angeles den 3 mars 2010. Han är uttagen till Nya Zeelands VM-trupp 2010 som en av de yngsta spelarna i truppen.